# Bushmaster Protected Mobility Vehicle
Das Bushmaster Protected Mobility Vehicle ist ein geschütztes Fahrzeug, das bedingt minengeschützt, luftverlastbar und leicht bewaffnet ist. Der Truppentransporter kommt aus australischer Produktion und wird inzwischen von Oshkosh, Wisconsin, in Lizenz gefertigt.

## Eigenschaften
Die australischen Streitkräfte suchten in den 1990er Jahren einen Truppentransportpanzer auf Radbasis, der sehr mobil sein sollte und ein hohes Maß an Schutz vor Landminen und Panzerabwehrraketen bieten sollte. 
Der Hersteller Thales Australia, ehemals Australia Defence Industries entwickelte daraufhin den Bushmaster. Übliche Bordwaffen sind 1 × 5,56-mm- und 1 × 7,62-mm-Maschinengewehre.

## Varianten
- Truppentransporter (Standardversion)
- Kommandofahrzeug
- Sanitätsfahrzeug
- Kampfunterstützungsfahrzeug
- Bergefahrzeug
- Mörserträger

## Kampfeinsätze
Der Bushmaster wird von der Ukraine im Russisch-Ukrainischen Krieg eingesetzt. Laut dem Oryx-Blog gingen mit Stand Mai 2025 mindestens 46 Fahrzeuge verloren.

## Nutzer
- Australien: 1052 Fahrzeuge
- Fidschi: 10 Fahrzeuge
- Indonesien: 4 Fahrzeuge
- Jamaika: 18 Fahrzeuge
- Japan: 8 Fahrzeuge
- Neuseeland: 5 Fahrzeuge
- Niederlande: 106 Fahrzeuge
- Ukraine: 120 Fahrzeuge[3]
- Vereinigtes Königreich: 30 Fahrzeuge